# ジュゼッペ・シルヴァティ
ジュゼッペ・シルヴァティ(イタリア語: Giuseppe Silvati、1791年 - 1822年9月12日)は、イタリアのイタリア統一運動時代の軍人、革命家、愛国者である。イタリア統一運動の初期にあたるナポリ革命で主導的な役割を果たした。ジュゼッペ・シルヴァーティとも。

## 生涯

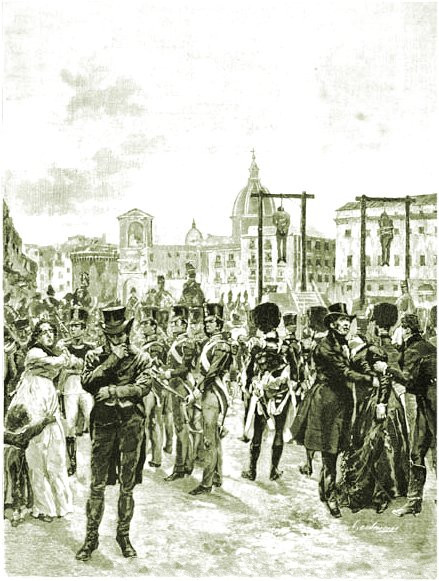
ジュゼッペ・シルヴァティ、ミケーレ・モレッリの絞首刑の様子

1791年、ナポリ王国の首都ナポリに生まれる。シルヴァティは幼くして軍人を志し、軍人になった以後はジョアッキーノ1世としてナポリ王に即位したジョアシャン・ミュラの治世下で下士官となって、1810年から1812年にかけてはイタリアを離れてスペインで活動。ナポリに戻った後は、1814年から1815年に発生したイタリアの自立を巡るオーストリア＝ナポリ戦争に参加し、ジョアシャン・ミュラとともにナポリ王国の独立維持のため戦ったが敗北した。
ウィーン体制成立以後は両シチリア王国軍の少尉に任命され、ブルボン家に仕えた。しかしその一方で両シチリア王国がブルボン家の支配下にあることに納得しておらず、ノーラを拠点に活動するカルボナリに参加してミケーレ・モレッリなどとともに主要メンバーの一人と見なされていた。1820年7月1日にはそのカルボナリの党員であるルイージ・ミニキーニ司祭がナポリ革命へと繋がる蜂起を起こすと、ミケーレ・モレッリ率いる部隊の一員としてその蜂起に参加した。
シルヴァティは革命政府の樹立には蜂起した人々の指揮を執るなど軍事面で大きな役割を果たし、その革命政府内ではフロレスターノ・ペペなどと並ぶ軍隊の指揮官となって分離独立主義者に対応するため同じく革命政府が樹立されていたシチリア島に送られた。ナポリ帰還後は革命政府を倒さんとナポリに攻め入ったオーストリア帝国軍と交戦するも敗北し、教皇領へと逃れた。
しかし教皇領で逮捕され、シルヴァティの身柄はブルボン家へと引き渡された。その後は武装蜂起を主導した罪で死刑判決を受け、1822年9月12日ナポリでミケーレ・モレッリとともに公開絞首刑に処された。シルヴァティはナポリ革命の首謀者としては最も若く、享年30歳であった。